# Cyathea colensoi
Cyathea colensoi là một loài thực vật có mạch trong họ Cyatheaceae. Loài này được (Hook. f.) Domin mô tả khoa học đầu tiên năm 1929.